# Robert Brandt
Robert Brandt (Helsinki, 21 oktober 1982) is een voormalig Fins langebaanschaatser.
Tijdens het EK Allround 2006 in Hamar werd Brandt dertigste in het eindklassement, in 2008 behaalde hij de vijfentwintigste plaats. In 2007 deed hij niet mee. Voor 2013 maakt Brandt zijn rentree op het allroundkampioenschap.

## Persoonlijk records
| Afstand      | Tijd     | Datum             | Baan           |
| ------------ | -------- | ----------------- | -------------- |
| 500 meter    | 38,20    | 20 oktober 2007   | Salt Lake City |
| 1000 meter   | 1.14,59  | 30 oktober 2012   | Salt Lake City |
| 1500 meter   | 1.52,87  | 13 maart 2010     | Salt Lake City |
| 3000 meter   | 3.57,29  | 28 september 2013 | Salt Lake City |
| 5000 meter   | 6.36,87  | 13 november 2005  | Calgary        |
| 10.000 meter | 13.57,55 | 19 februari 2005  | Heerenveen     |

## Resultaten
| Jaar | EK Allround |
| ---- | ----------- |
| 2006 | NC30        |
| 2008 | NC25        |
| 2013 | NC26        |

NC# = niet gekwalificeerd voor de laatste afstand, maar wel als # geklasseerd in de eindrangschikking